# Frihed er ikke noget man får, det er noget man tager
Frihed er ikke noget man får, det er noget man tager er en dansk dokumentarfilm fra 1976 instrueret af en Kvindegruppe og Helle Munk, og efter manuskript af Helle Munk.

## Handling
Frihed er ikke noget man får, det er noget man tager. Det handler filmen om. I 1971 tog kvinderne to huse i gaden Åbenrå i København. En masse aktiviteter startede, som var grænseoverskridende for mange: Selvhjælp, elektricitetskurser etc. I 1975 blev de sat på gaden, men tog et nyt hus, Kvindehuset i Gothersgade. Kommunen holdt kvinderne hen, men måtte til sidst give sig, fordi kvinderne havde taget deres frihed. Kvindebevægelsen og Rødstrømperne skabte historie.